# Melia
- Commons
- Wikispecies

Melia L. é um género botânico pertencente à família Meliaceae.

## Sinonímia
- Azedarach Mill.
- Zederachia Heist. ex Fabr.
- Zederbauera H.P. Fuchs

## Espécies
- Melia azedarach
- Melia candollei
- Lista completa

## Classificação do gênero
| Sistema | Classificação                     | Referência               |
| ------- | --------------------------------- | ------------------------ |
| Linné   | Classe Decandria, ordem Monogynia | Species plantarum (1753) |